# Operation Weserübung
Operation Weserübung (tyska: Unternehmen Weserübung eller Fall Weserübung) var kodnamnet för Tysklands invasion av Norge och Danmark den 9 april 1940. Det uttalade militära målet med invasionen var att ta kontroll över de norska hamnarna innan Storbritannien kunde göra det och därmed förhindra en sjöblockad och säkra järnmalmstransporterna från Kiruna via Narvik. Danmark ansågs av general von Falkenhorst som nödvändigt för att säkra som en transportväg.
Såväl Norge som Danmark hade förklarat sig neutrala, men detta hade ingen betydelse för tyskarna. Medan Danmark kunde överrumplas och besegras utan något större motstånd, kunde Norge försvara sig, dock utan framgång. Deltagande förband i Operation Weserübung var ett flertal tyska enheter.

## Strategiska överväganden
År 1939 föreslog storamiral Erich Raeder att Tyskland skulle invadera Norge i syfte att anförskaffa säkra hamnar utom räckvidd för brittiskt flyg och med direkt tillträde till Nordsjön. Generalstaben i Kriegsmarine opponerade sig starkt, och det slutade med att Raeder höll med om att den bästa lösningen var att "status quo", med ett neutralt Norge, bibehölls.
En anledning till att Norge var viktigt för både Tyskland och Storbritannien, var att järnmalmstransporten måste gå från Kiruna via Narvik till Tyskland under den period av året då Bottenviken var täckt med is (under den isfria perioden kunde de använda hamnen i Luleå). När Wehrmacht senare kunde säkra kontrollen över de franska järngruvorna minskade Narvik i strategisk betydelse.
I november 1939 föreslog dåvarande marinministern Winston Churchill en minering av de norska vattnen för att tvinga ut järnmalmstransporterna på Nordsjön där de kunde genskjutas av Storbritanniens flotta. Förslaget förkastades av dåvarande premiärministern Neville Chamberlain och lord Halifax på grund av rädslan för reaktionerna bland de neutrala staterna, såsom USA. Efter att vinterkriget brutit ut mellan Sovjetunionen och Finland hade den diplomatiska situationen förändrats.
Britterna antog en attackplan där de skulle låtsas sända trupp genom Norge och Sverige för att hjälpa Finland, men egentligen avsågs att gå igenom Norge och ockupera Luleå, Kiruna, och Gällivare i norra Sverige. Den allierade invasionen beordrades den 12 mars, och tysk signalspaning fångade upp ett radiomeddelande som satte den 14 mars som deadline för invasionsförberedelserna, vilket visade dem att de allierades operation var under genomförande. I och med att Finland och Sovjetunionen slöt fred drabbades de allierade planerna av ett bakslag, men Hitler blev, på goda grunder, övertygad om att de tänkte försöka igen och beordrade den tyska invasionen att säkra malmtrafiken. 
De allierades nya anfallsplan var de kombinerade Wilfred och Plan R 4. Det övergripande syftet var att provocera fram en tysk reaktion genom minläggning i norska vatten, och så fort Tyskland reagerade, eller gav sken av att reagera, skulle brittisk trupp ockupera Narvik, Trondheim och Bergen samt även anfalla Stavanger i syfte att förstöra Sola flygplats utanför Stavanger. Olyckligtvis för de brittiska planerna blev inte minorna lagda förrän morgonen den 8 april, vid vilken tidpunkt tyska flottstyrkor redan seglade upp för Norges kust.

## Bakgrund/Förberedelser

### Raeders lägesrapport till Hitler den 10 november 1939

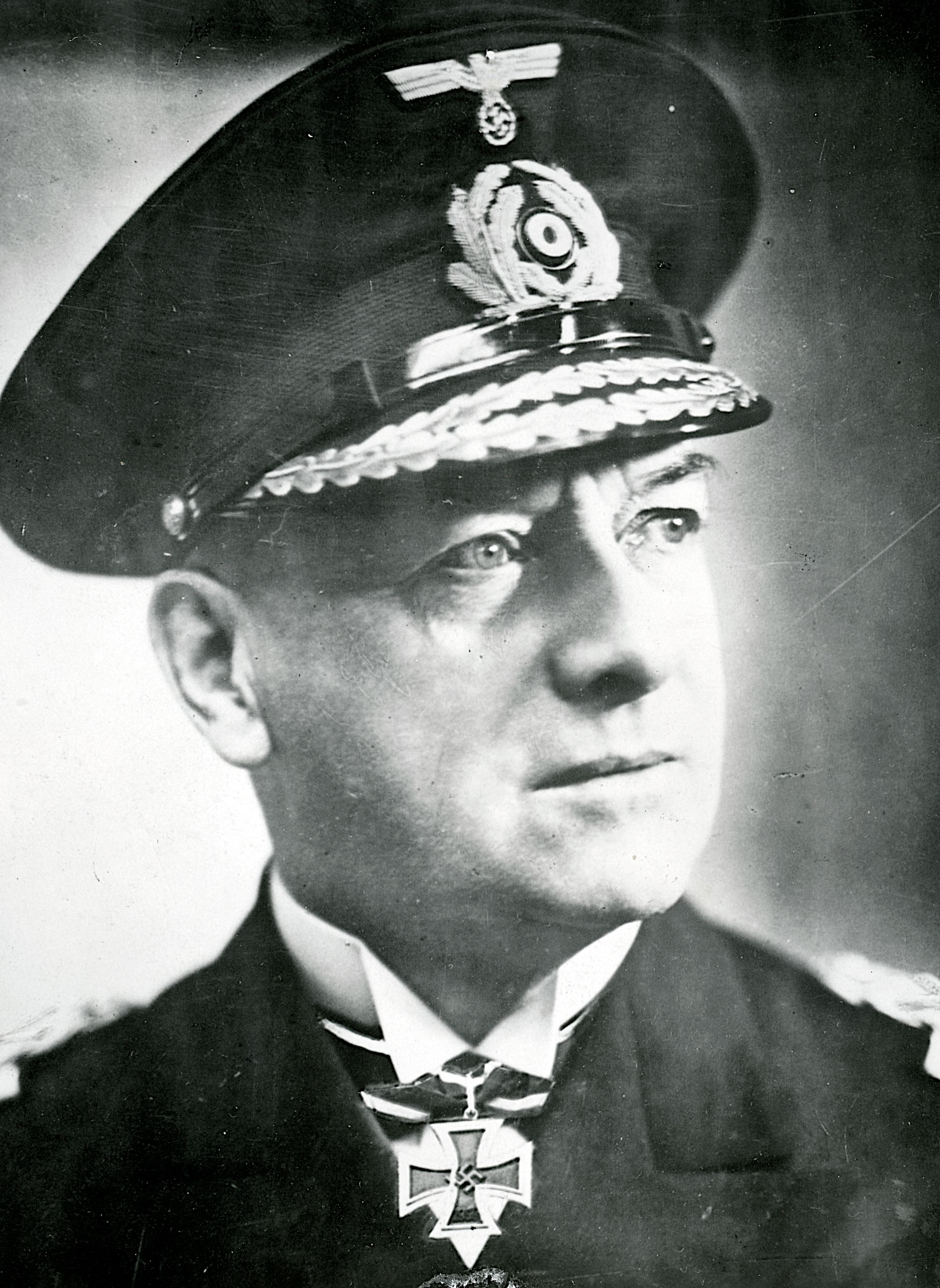
Storamiral Erich Raeder.

Det första steget till invasionen av Norge togs av storamiral Erich Raeder i dennes rapport till Adolf Hitler den 10 november 1939. I sin rapport slog han fast att Storbritannien skulle belägras genom ett oinskränkt ubåtskrig. Raeder förde fram sin åsikt om att erövrandet av den nederländska kusten inte var lika strategiskt viktig som den norska kusten, som möjligtvis kunde erövras med sovjetisk hjälp. Särskilt nämndes Trondheim som en viktig hamn.

### Vinterkriget och dess följder för Skandinavien
Situationen i de skandinaviska länderna förändrades kraftigt efter det rysk-finska vinterkrigets utbrott den 30 november 1939. Medan de skandinaviska staterna den 7 december förklarade sig icke-krigförande i frågan, såg de västallierade sin chans att öka sitt inflytande i området genom att aktivt stötta Finland. På Winston Churchills förslag ville de skicka trupper och utrustning till Finland via Norge och Sverige. Den tänkta rutten var över Narvik och därifrån på malmbanan via Kiruna och Gällivare till Östersjöhamnen Luleå och därifrån vidare österut mot Finland. Planen genomfördes dock aldrig eftersom Norge och Sverige inte släppte in främmande trupper på sitt territorium.

### Quislings besök i Berlin
För Hitler fick Norgefrågan ny aktualitet genom den norske tidigare försvarsministern Vidkun Quislings besök i Berlin i december 1939. Quisling var partiledare för det lilla och obetydliga partiet Nasjonal Samling, ett parti som utrikesavdelningen på Nationalsocialistiska tyska arbetarepartiet (NSDAP) under ledning av Alfred Rosenberg redan före kriget varit i kontakt med. På Rosenbergs förordning ordnades ett möte mellan Quisling och Raeder den 11 december 1939. Den 12 december informerade Raeder Hitler om Quislings besök och rekommenderade att han skulle träffa den norske politikern för att själv skaffa sig en bild av läget. Den 14 december 1939 genomfördes det första mötet mellan Hitler och Quisling, samma dag beordrade Hitler Oberkommando der Wehrmacht (OKW) att börja arbeta med Norgeproblemet.

### Altmarkaffären

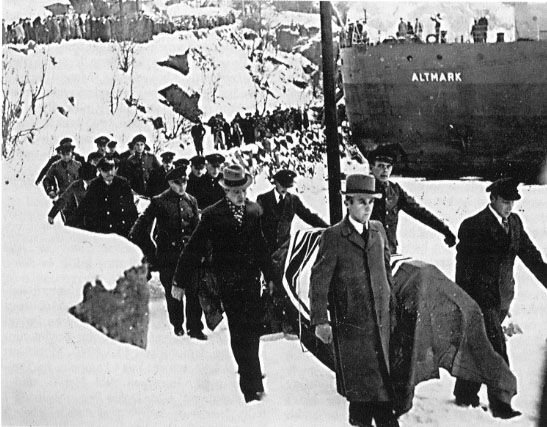
Döda tyskar förs i land från Altmark

Altmark var ett militärt stödskepp till den tunga kryssaren Admiral Graf Spee, som hade sänkt flera brittiska handelsskepp i Sydatlanten. Altmark plockade upp överlevande från de sänkta skeppen och skulle föra tillbaka dessa till Tyskland. Hon gick norr om de brittiska öarna och kom den 14 februari in på norskt territorialvatten, där hon undersöktes tre gånger av norska neutralitetsvakter som tog de tyska sjömännens ord på att det inte fanns några oegentligheter ombord. 
För britterna var Altmark ett svårt problem. Om det visade sig att det inte fanns några fångar ombord skulle de ha framstått i dålig dager. Men om det istället fanns fångar ombord kunde de kräva ett svar från den norska regeringen om varför de tillät tyska krigsfartyg på eget farvatten. 
Utanför Jæren den 16 februari mötte Altmark flera brittiska jagare och hon tvingades söka skydd i Jøssingfjorden. En brittisk bordningsaktion kom inte igång omedelbart då den hindrades av två norska kanonbåtar som hävdade att skeppet redan blivit genomsökt. Men efter att ha fått nya instruktioner av amiralitetet på kvällen om att skeppet skulle bordas och eventuell norsk eld besvaras, inleddes aktionen. Efter bajonettstrider där sju tyska sjömän dödades fritogs de 300 fångarna. 
Detta blev den avgörande faktorn för ett tyskt ingripande i Norge. Tyskarna kunde inte längre lita på Norges neutralitet och man bedömde att man var helt beroende av järnmalmen som skeppades ut i Narvik.

## Invasionsplan

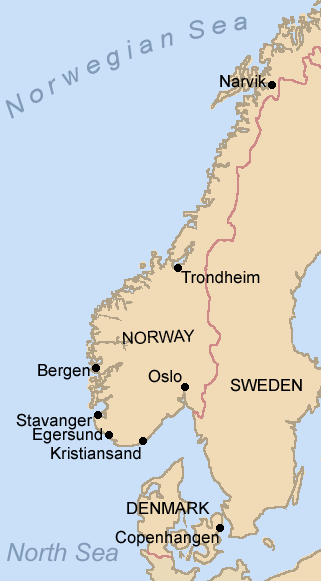
Karta över Danmark och Norge.

På grund av Storbritanniens flottas överväldigande dominans till sjöss så var hemlighållandet av operationsplanerna av yttersta vikt. För att kunna lura motståndarnas underrättelsetjänst måste de deltagande örlogsfartygen, armén, Luftwaffe och besättningarna på de försörjande handelsskeppen hållas ovetande om planerna. Hemlighållandet gick så långt att man inte ens informerade Luftwaffes överbefälhavare Hermann Göring. Den grundläggande strategin var att få operationen att se ut som ett fredligt besättande av länderna för att med vapenmakt skydda dess neutralitet. Nödvändiga krav skulle skickas till de danska och norska regeringarna vid början av ockupationen. I den senare delen av operationen skulle den fredliga ockupationen visa sig vara en osäkerhetsfaktor, då de tyska styrkorna var tvungna att låta motståndarna skjuta första skottet om det rådde ovisshet om vilka avsikter motståndaren hade. 
Huvuddelen av den operativa planen bestod av landsättningar från flygplan, krigsfartyg och andra fartyg på sju olika platser i Danmark och Norge på en bestämd dag (Wesertag), i skydd av nattens mörker vid en bestämd tid (Weserzeit). I Danmark skulle också Kampfgruppen från armén landsättas sjövägen vid Middelfart, Nyborg, Korsør, Köpenhamn och Gedser. Samtidigt skulle en infanteridivision och en med pansar förstärkt motoriserad skyttebrigad överträda gränsen till Danmark på bred front. Ockupationen av Danmark (kodnamn: Weserübung Süd) var enligt ledarna i generalstaben nödvändig för att kunna genomföra en lyckad operation i Norge (Weserübung Nord).
För invasionen av Norge skulle krigsfartygen anlöpa Narvik, Trondheim, Bergen, Kristiansand, Egersund, Arendal och Oslo. Stavanger skulle tas från luften och säkras med soldater från handelsskepp. Uppdraget var att inta de norska städerna och befästa dessa för att kunna försvara sig mot brittiska motattacker. Nästa mål var att inta den norska arméns övningsplatser då dessa också fungerade som mobiliseringsplatser.

## Genomförandet av operationen

### Invasionen av Danmark

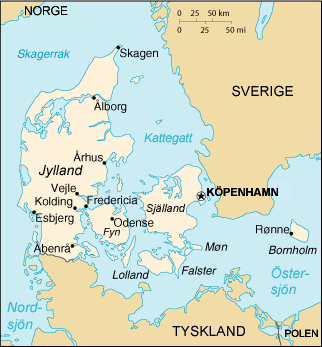
Karta över Danmark.

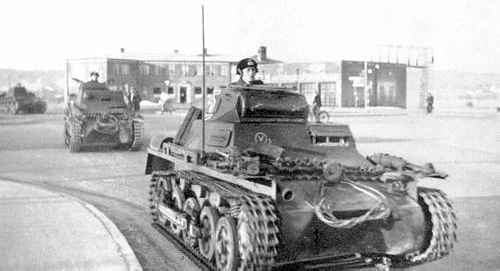
Lätt tysk stridsvagn i Åbenrå 9 april 1940.

De tyska förberedelserna hade inte gått obemärkta förbi den danska regeringen, men av rädsla för att provocera tyskarna hade man inte vidtagit några åtgärder. Man hade inte mobiliserat eller byggt fortifikationer utan förlitade sig på sin nonaggressionspakt med Tyskland. 
Klockan 04.00 den 9 april 1940 ringde den tyske ambassadören i Danmark, Renthe-Fink, till den danske utrikesministern Munch och krävde ett omedelbart möte. När de möttes 20 minuter senare berättade Renthe-Fink att tyska trupper var på väg in i Danmark för att skydda dem mot ett franskt eller engelskt angrepp. Han krävde också att allt motstånd skulle upphöra annars skulle Köpenhamn bombas. 
Angreppet var redan inlett, i Gedser hade en bataljon gått i land och avancerade norrut, tyska fallskärmssoldater hade säkrat Storstrømsbroen och fästningen Masnedø. Samtidigt gick tyska trupper i land i Nyborg och en infanteridivision i Korsør för att säkra förbindelsen mellan Fyn och Sjælland.
Klockan 4.20 ankom det tyska skeppet Hansestadt Danzig till Köpenhamn och landsatte en bataljon. Det danska försvaret blev helt överrumplat och tyskarna kunde rycka fram mot Amalienborg. Men nu hade förstärkningar hunnit fram till slottet och det tyska angreppet stoppades. Bombplanen började cirkla över Köpenhamn och de danska ledarna valde att kapitulera.

### Invasionen av Norge

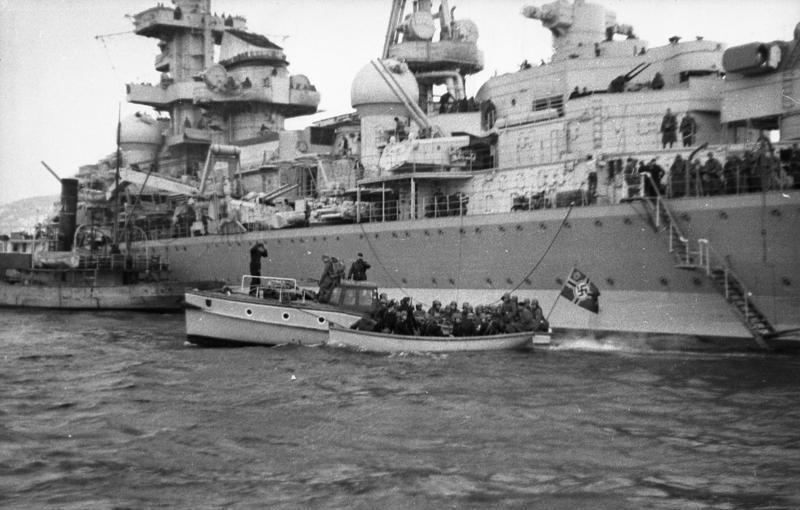
Tunga kryssaren Admiral Hipper.

För invasionen hade Seekriegsleitung iordningställt fem stycken fartygsgrupper. Kriegsschiffgruppe 1 som var på väg till Narvik bestod av tio jagare med 200 bergsjägare ombord på varje. Mot Trondheim seglade Kriegschiffsgruppe 2 med den tunga kryssaren Admiral Hipper och fyra jagare. Grupp 1 och 2 lämnade den tyska bukten klockan 03.00 den 7 april under skydd av slagskeppen Gneisenau och Scharnhorst. Detta var den största styrka som Kriegsmarine kunde sätta samman för en offensiv operation under hela andra världskriget.
Klockan 14.30 angreps den tyska styrkan av Wellington-bombare men utan att skadas. Natten mellan den 7 och 8 april seglade grupperna mellan Shetlandsöarna och Bergen och vidare norrut. Denna natt friskade vinden ifrån sydväst och nådde en vindstyrka på mellan 7 och 8 enligt Beauforts skala. Eftersom jagarna inte kunde hålla 26 knop i den sjögången bröts kontakten med nio av jagarna under natten.

#### Narvik

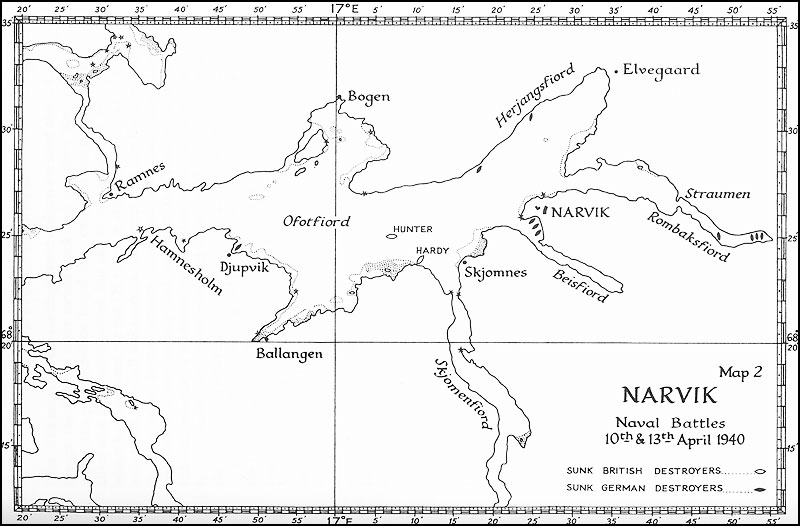
Karta över Narviksfjorden.

Kriegsschiffgruppe 1 nådde planenligt Narvik vid Weserzeit på morgonen den 9 april 1940 med 10 nybyggda jagare med 2000 österrikiska bergsjägare ur 3. Gebirgs-Division ombord. De norska pansarskeppen Norge och Eidsvold torpederades och sänktes. Den norske befälhavaren överste Sundlo ville kapitulera men 200 norska soldater under major Omdahl undkom och kunde fortsätta kampen, men de överraskades av tyska trupper vid Bjørnefjell och de flesta av dem tillfångatogs. 
Den 10 april anlände en brittisk styrka med fem jagare under befäl av Bernard Warburton-Lee. De överraskade de tyska skeppen i fjorden och sänkte två, skadade allvarligt en jagare och skadade ytterligare två jagare lätt. Den tyske befälhavaren, Kommodore Bonte, var ombord på en av de sänkta jagarna och dödades. De brittiska jagarna besköt också de tyska soldaterna på land men de hade inte tillräckligt manskap för en landstigning och bestämde sig för att vända om. Under återtåget stötte de på tre jagare under Erich Bey som legat i Herjangsfjorden och ytterligare två jagare från Ballangenbukten. I de följande striderna sänktes två brittiska jagare och en skadades. De övriga lämnade platsen för striderna och tyskarna beslöt att inte förfölja dem på grund av brist på bränsle och ammunition. Bernard Warburton-Lee blev skadad i strid och togs iland när skeppet HMS Hardy övergavs när hon sjönk men han dog senare av skadorna. 

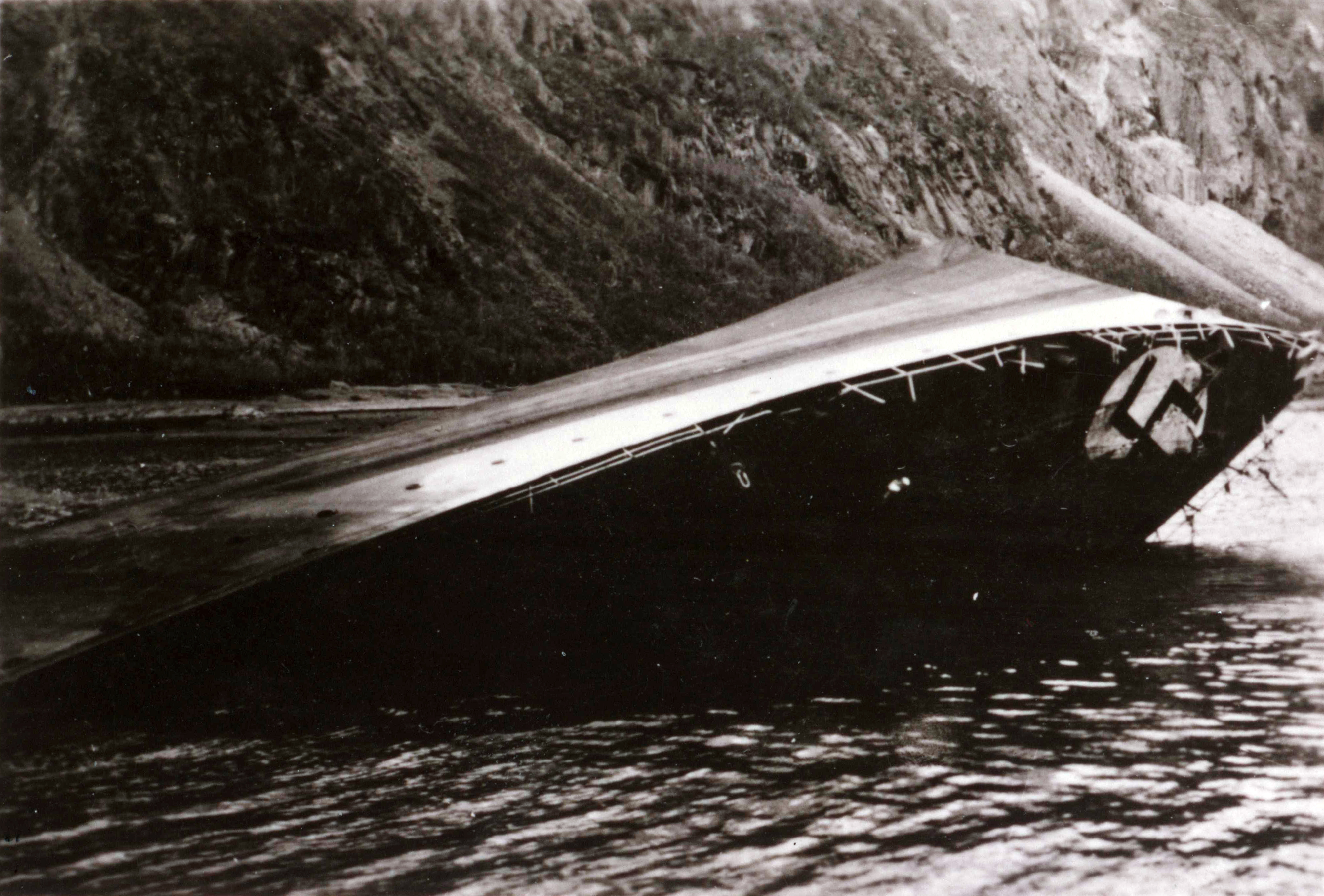
Sänkt tysk jagare i Rombakksfjorden.

Storbritanniens flotta ansåg det viktigt att besegra tyskarna i Narvik och skickade därför dit slagskeppet HMS Warspite, nio jagare och ett hangarfartyg. Dessa styrkor anlände till Ofotfjorden den 13 april och fann de kvarvarande åtta tyska jagarna i stort sett strandsatta på grund av brist på bränsle. I det följande slaget sänktes tre av de tyska jagarna av Warspite och hennes eskort och de övriga fem borrades i sank av sin egen besättning då de fick slut på bränsle och ammunition. Många av de tyska sjömännen räddade sig i land och slogs sedan till lands.

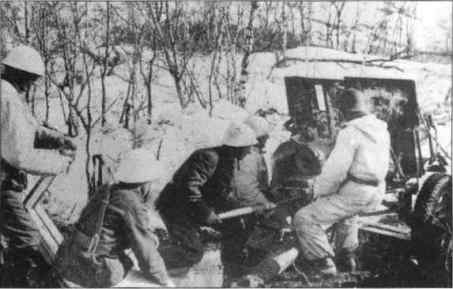
Norskt artilleri vid Narvik.

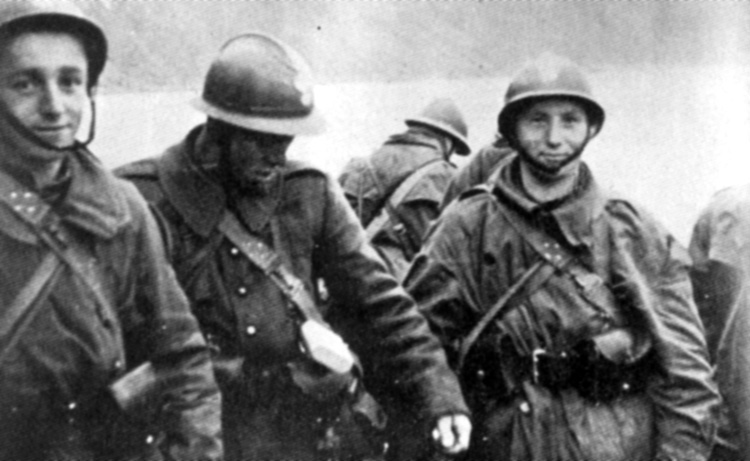
Soldater från den polska höglandsbrigaden.

Den norska 6:e divisionen under ledning av general Fleischer tog upp kampen mot de tyska trupperna som höll Narvik. De norska styrkorna fick stöd av trupper från Storbritannien, Frankrike och Polen. Brittiska soldater anlände den 14 april med tre bataljoner och satte upp ett högkvarter i Harstad. De förstärktes av fem franska bataljoner den 28 april och fyra polska bataljoner den 5 maj. Mot en enorm övermakt försvarade de tyska styrkorna sina positioner i Narvik i 50 dagar. I motsats till i resten av landet fördes här en offensiv krigföring från den norska (och allierade) sidan. Natten före 28 maj genomfördes ett kraftfullt anfall mot Narvik, och de tyska trupperna tvingades bort från staden. Åtta norska infanteribataljoner (organiserade i två fältbrigader) var involverade i striderna i detta område. Av dessa led II/IR 15 stora förluster vid återerövringen av Narvik 28 maj. 
Vid 17-tiden 28 maj kunde de första norska trupperna inta Narvik tätt följda av franska främlingslegionärer. Återerövringen av Narvik var Tysklands första nederlag i andra världskriget, och 6:e divisionens seger på Narvikfronten var den norska arméns enda. Situationen i Västeuropa var vid det här laget prekär (då man höll på att förlora slaget om Frankrike) och Frankrike och Storbritannien blev tvungna överföra sina trupper i Norge till Frankrike. Under natten till 7 juni drogs de allierade trupperna bort från Norge. Utan detta stöd valde den norska regeringen att inställa allt motstånd i Norge. Den norska kungen och regeringen flydde till London för att leda det norska motståndet därifrån. För den norska 6:e divisionen betydde detta att man tvingades inställa motståndet och överge Narvik trots att man inte besegrats i strid. 9 juni ryckte tyska trupper åter in i Narvik. 10 juni kapitulerade norska styrkorna.

#### Trondheim

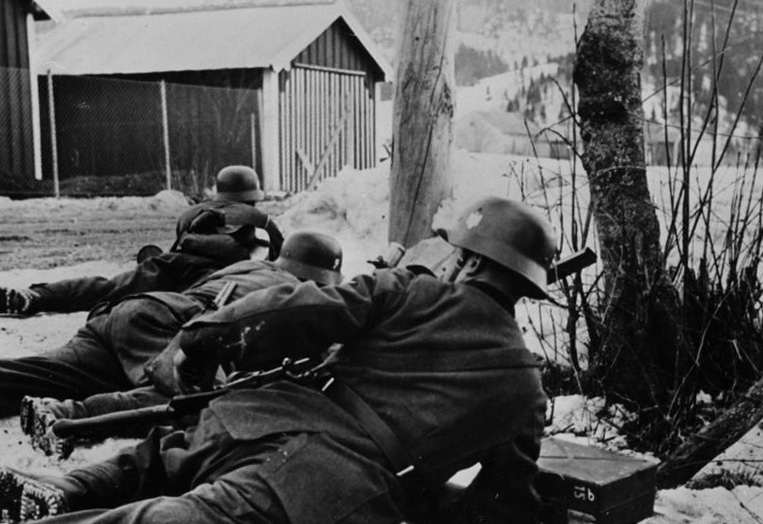
Tysk trupp i ställning någonstans runt Trondheim.

Under seglatsen norrut sänkte den tunga kryssaren Admiral Hipper den brittiska jagaren HMS Glowworm. Under striden orsakade Glowworm genom att ramma Admiral Hipper svåra skador i kryssarens bog. Kriegsschiffgruppe 2 anlände planenligt till hamnen i Trondheims fjord. Omkring 100 bergsjägare under överste Weiss kunde besätta staden. I själva Trondheim fanns knappt några norska soldater.

#### Bergen och Stavanger
Kriegsschiffsgruppe 3 hade uppdraget att forsla omkring 1 900 soldater och sjöartillerienheter till Bergen. På vägen förlorades ett transportfartyg M/S Rio de Janeiro som sänktes av en polsk ubåt. Gruppen nådde Bergen i skydd av tät dimma, men när de norska fyrarna släcktes vid midnatt den 9 april stod det klart för dem att överraskningsmomentet var förlorat. Vid klockan 05.15 seglade gruppen in i Byfjorden och nåddes nu av eld från de norska kustbatterierna. Två av de tyska skeppen skadades men Bergen kunde intas utan strid och kustbatterierna intogs snart därefter.
I Stavanger föregicks landsättningen av ett Stuka-angrepp mot den norska jagaren Roda som sänktes. Från luften kunde man sedan landsätta två bataljoner infanterisoldater, ett kompani fallskärmsjägare och luftvärns- och försörjningsenheter.

#### Kristiansand, Egersund, Arendal
Fyra båtar med ett cykelkompani ombord erövrade Egersund planenligt. De skulle erövra en kabelstation och mötte inget motstånd. På grund av tjock dimma kunde inte Kriegsschiffgruppe 4 anlöpa hamnen i Kristiansand. När dimman lättade lite klockan 06.00, 45 minuter efter Weserzeit, gjorde de ett försök att segla in i fjorden. Tre angreppsförsök misslyckades på grund av intensiv eld från klipporna vid Odderøya och kustbatteriet vid Gleodden. Först klockan 11 kunde mindre enheter gå i land med stöd av eld från den lätta kryssaren Karlsruhe. Stads- och kustbatterier intogs av de tyska trupperna. Torpedbåten Greif nådde Arendal och satte där i land ett cykelkompani. Utan vidare motstånd kunde Arendal intas och säkras.

#### Oslo

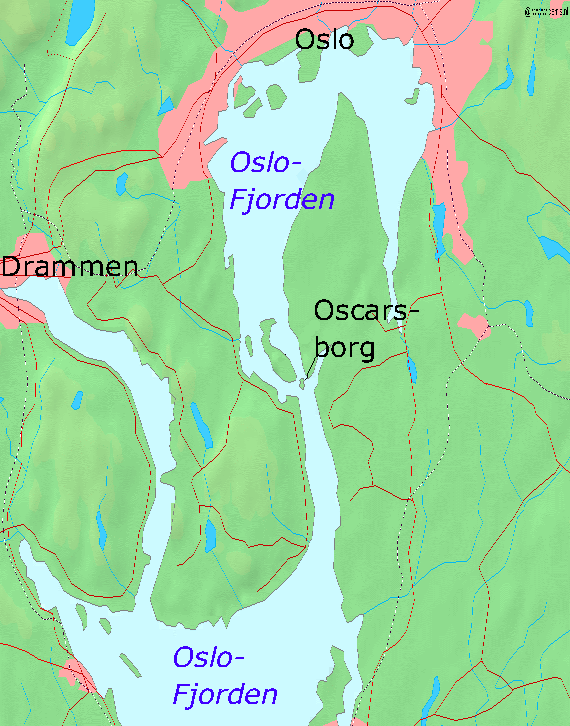
Oslofjorden med fästningen Oscarsborg.

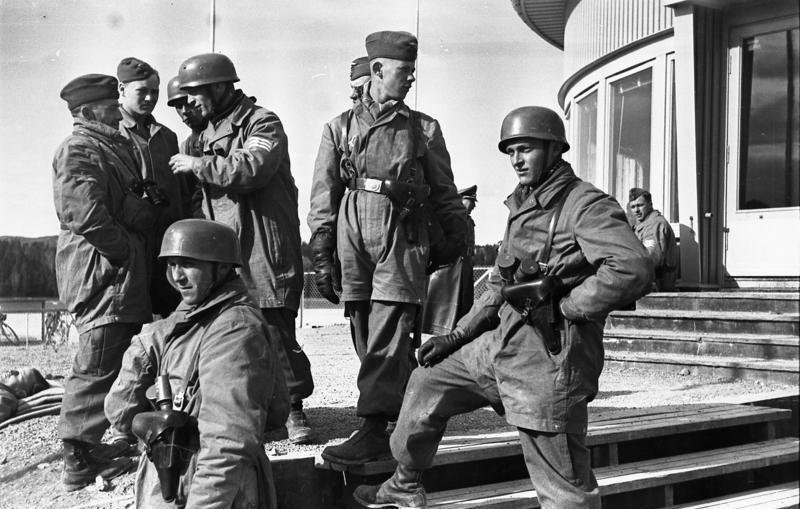
Tyska fallskärmsjägare på Fornebu.

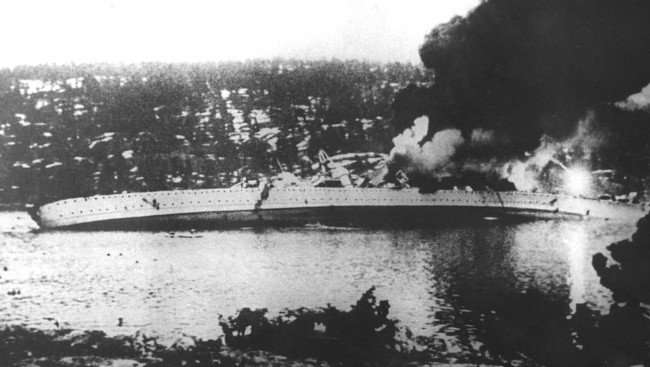
Tunga kryssaren Blücher sjunker i Drøbaksundet.

Landstigningen i Oslo var av central betydelse för den så kallade fredliga ockupationen. Förhandlingar om uppfyllande av de tyska kraven förutsatte att den norska kungen och regeringen först skulle gripas och hållas i tyskt förvar. Ockupationen av Oslo genom 163. infanteridivisionen planerades därför inte bara med insatser sjövägen, utan också – om vädret tillät – från luften. Efter intagandet av flygplatsen Fornebu genom ett fallskärmsjägarregemente transporterades två infanteribataljoner och ett ingenjörskompani dit för att säkra en utgångsplats för intagandet av Oslo.
De trånga farvattnen i Oslofjorden var illa lämpade för de tunga fartygen i Kriegsschiffgruppe 5. Gruppen upptäcktes vid midnatt den 8/9 april då de passerade strålkastarna vid kustbefästningarna Bolærne och Rauøy. Kort därefter lyste norrmännen upp fjorden med fyrar. Tyskarna kunde alltså inte längre räkna med överraskningsmomentet. Konteramiral Kummetz valde ändå att försöka forcera Drøbaksundet med sitt flaggskepp, den tunga kryssaren Blücher. Blücher träffades av två salvor från 28 cm-kanonen på fästningen Oscarsborg. Samtidigt öppnade ett batteri strax norr om Drøbak eld med sina 15 cm-kanoner och fick in 20 träffar. Två torpeder från torpedbatteriet på ön Nord-Kaholm avlossades och beseglade skeppets öde. Klockan 07:32 sjönk Blücher öster om ön Askholmene, där vraket än idag ligger på 90 m djup. 28 cm-kanonerna på Oscarsborg hade tillverkats av Krupp i Tyskland i slutet av 1800-talet. Sänkningen av Blücher var betydelsefull eftersom Oslo intogs av styrkor som landsatts från luften först 12 timmar senare, vilket gav Norges kung och regering tid att fly och undgå fångenskap.
Landsättningen av trupper på Oslos flygplats gick inte heller som planerat. 29 lufttransportflygplan av typ Ju 52 fann tät dimma då de kom i närheten av Oslo. Därför beslutade befälhavare om återmarsch eftersom hans piloter inte var utbildade i blindflygning. Två piloter uppfattade inte ordern utan landade på flygplatsen med 18 fallskärmsjägare och 50 infanterister. Ordern om återtåg togs tillbaka då det meddelades från ett tyskt skepp att tyska flygplan startade och landade på Fornebu. Under eftermiddagen attackerades också Bolærne, Rauøy, Horten och Drøbak. Klockan 18:30 var de norska positionerna intagna. På morgonen den 10 april kunde alla de tyska fartygen anlöpa Oslos hamn. 
Sammantaget var Weserübung, i och med stabiliseringen av situationen i Oslo den 10 april, lyckad trots att norrmännen med stöd av sina allierade fortfarande bjöd motstånd. Inte förrän den 10 juni 1940 skrev överstelöjtnant I.G. Roscher-Nielsen under kapitulationsdokumenten i Trondheim och delar av befolkningen började ett aktivt eller passivt motstånd mot den tyska ockupationen. Tysken Josef Terboven utsågs till ledare för det ockuperade Norge med titeln rikskommissarie.

## Resultat
Operation Weserübung, den dittills största kombinerade sjö-, land- och luftoperationen i krigshistorien, riktade sig omedelbart mot Storbritannien. Direkt angrepp gjordes dock mot två neutrala stater trots att ett icke-angreppsavtal slutits mellan Tyska riket och Danmark den 31 maj 1939. Detta faktum belastade relationerna mellan Tyskland och de skandinaviska staterna under de följande årtiondena.
Ur operativt hänseende var Weserübung, på grund av de höga förlusterna, ett misslyckande för Kriegsmarine. Det utökade geostrategiska läget kunde knappt utnyttjas av Seekriegsleitung. Trots detta var Operation Weserübung en nödvändig förutsättning för den fortsatta tyska krigföringen. Exporten från svenska järngruvor och stålverk kunde säkras för resten av kriget och tyskarna säkrade också kontrollen över Östersjön. Slutligen förhindrade man att en ny front öppnades i Skandinavien, vilket Frankrike hade behövt som avlastning.